# Mike Clink
Mike Clink – producent muzyczny, który karierę zawodową rozpoczął w Record Plant Studio, nagrywając z artystami takimi, jak Triumph, Guns N’ Roses, Mötley Crüe, Megadeth, UFO (włącznie z nagraniem albumu Strangers in the Night), Jefferson Starship, The Babys, Heart, Eddie Money.
Clink zaczął pracę zawodową w roku 1986. Steve Kuruts z serwisu AllMusic opisał jego początki następująco: „...po wielu nieudanych próbach, młody zespół Guns N’ Roses poprosił Clinka o wyprodukowanie ich debiutanckiego albumu Appetite for Destruction...” Współpraca Clinka z Guns N’ Roses rozciągnęła się na pięć albumów studyjnych zespołów, które łącznie sprzedały się w około 90 milionach egzemplarzy. W roku 1988 Clink zaczął prace nad płytą …And Justice for All zespołu Metallica, lecz został zastąpiony przez Flemminga Rasmussena, który wyprodukował poprzednie dwa wydawnictwa zespołu.
W roku 1989 Clink wyprodukował uznany przez krytyków zespołu Sea Hags pod tym samym tytułem, nagrany w studio Captain and Tennille's Rumbo. Była to jedyna płyta zespołu. W roku 1990 współpracował przy produkcji płyty Rust in Peace thrashmetalowego zespołu Megadeth. Dave Mustaine w książeczce dołączonej do zremasterowanej wersji albumu stwierdził, że Clink produkował albumy, które inspirowały gitarzystę.
W roku 1996 Clink odszedł od muzyki metalowej, produkując album pop punkowej kapeli Size 14, wydany przez Volcano Entertainment (część BMG).
Clink współtworzył różnorodne projekty. Nagrał i zmiksował występ na żywo w połowie 35. gali Super Bowl z udziałem Aerosmith, N Sync, Nelly’ego, i Britney Spears. Nagrał i zmiksował również specjalne wystąpienie telewizyjne zespołu Union Underground. W roku 2001 wyprodukował album Glamorous Youth zespołu rockowego Pure Rubbish z Houston, która ma podpisaną umowę z wytwórnią Divine Recordings należącą do Ozzy’ego Osbourne’a.